# Kobyly (district de Liberec)
Pour les articles homonymes, voir Kobyly.
Kobyly  (en allemand : Kobil) est une commune du district et de la région de Liberec, en République tchèque. Sa population s'élevait à 376 habitants en 2021.

## Géographie
Kobyly se trouve à 18 km au sud de Liberec et à 72 km au nord-est de Prague.
La commune est limitée par Český Dub et Bílá au nord, par Vlastibořice, Soběslavice et Svijanský Újezd à l'est, par Sezemice et Chocnějovice au sud, et par Všelibice à l'ouest.

## Histoire
La première mention écrite du village date de 1317.

## Administration
La commune se compose de sept sections :
- Kobyly
- Havlovice
- Janovice
- Podhora
- Radvanice
- Sedlisko
- Vorklebice

## Galerie

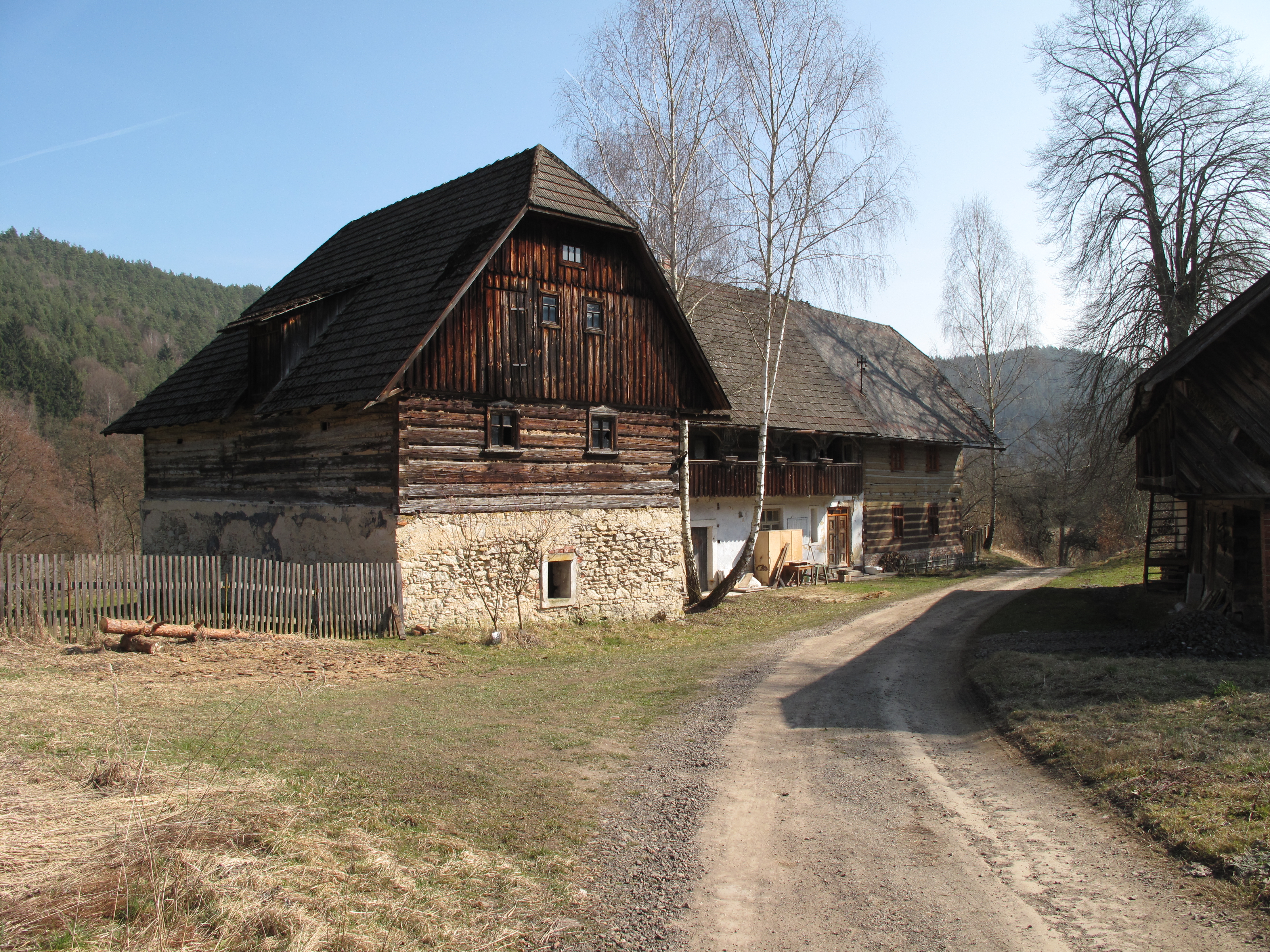
Janovice : architecture rurale.
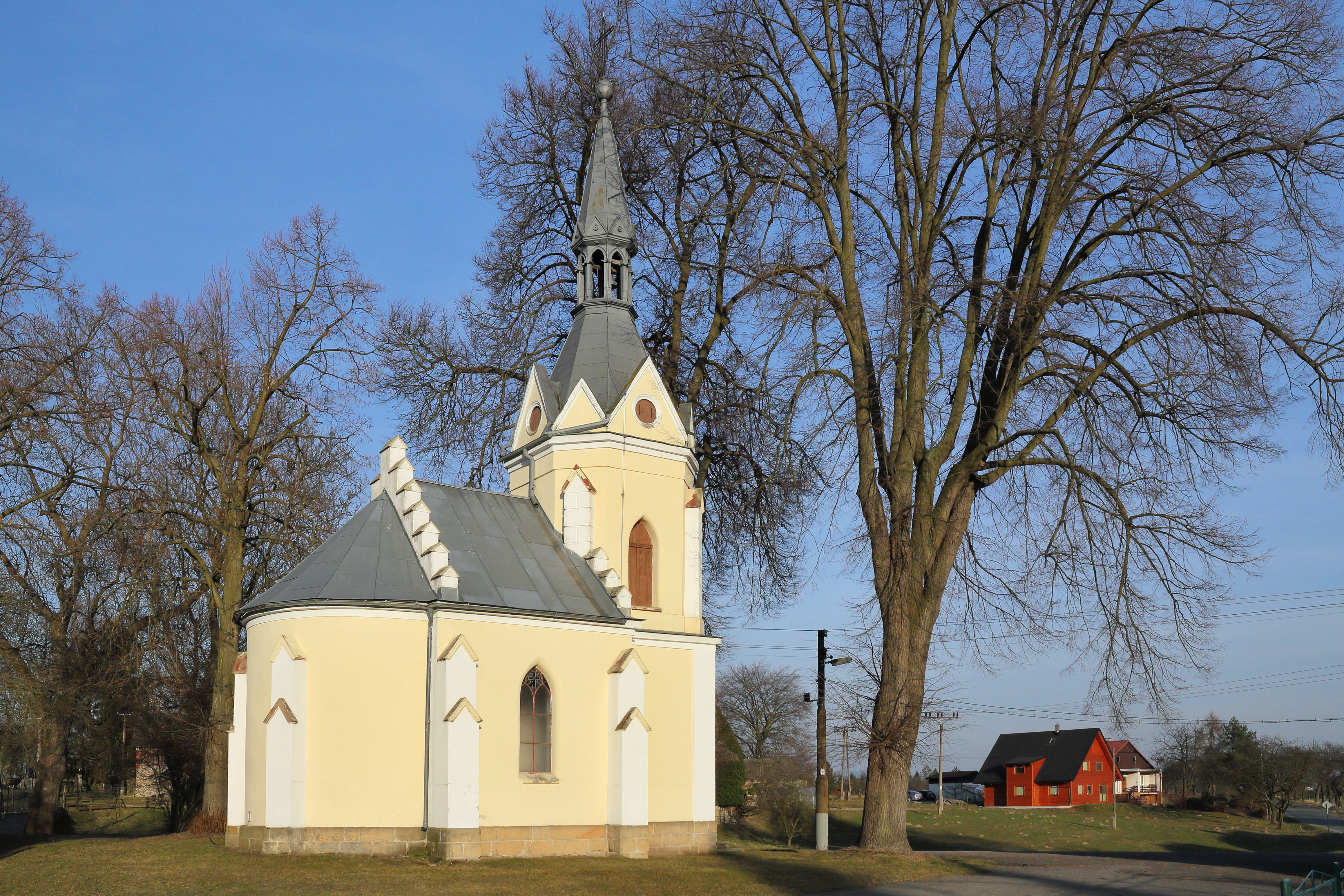
Havlovice : chapelle.
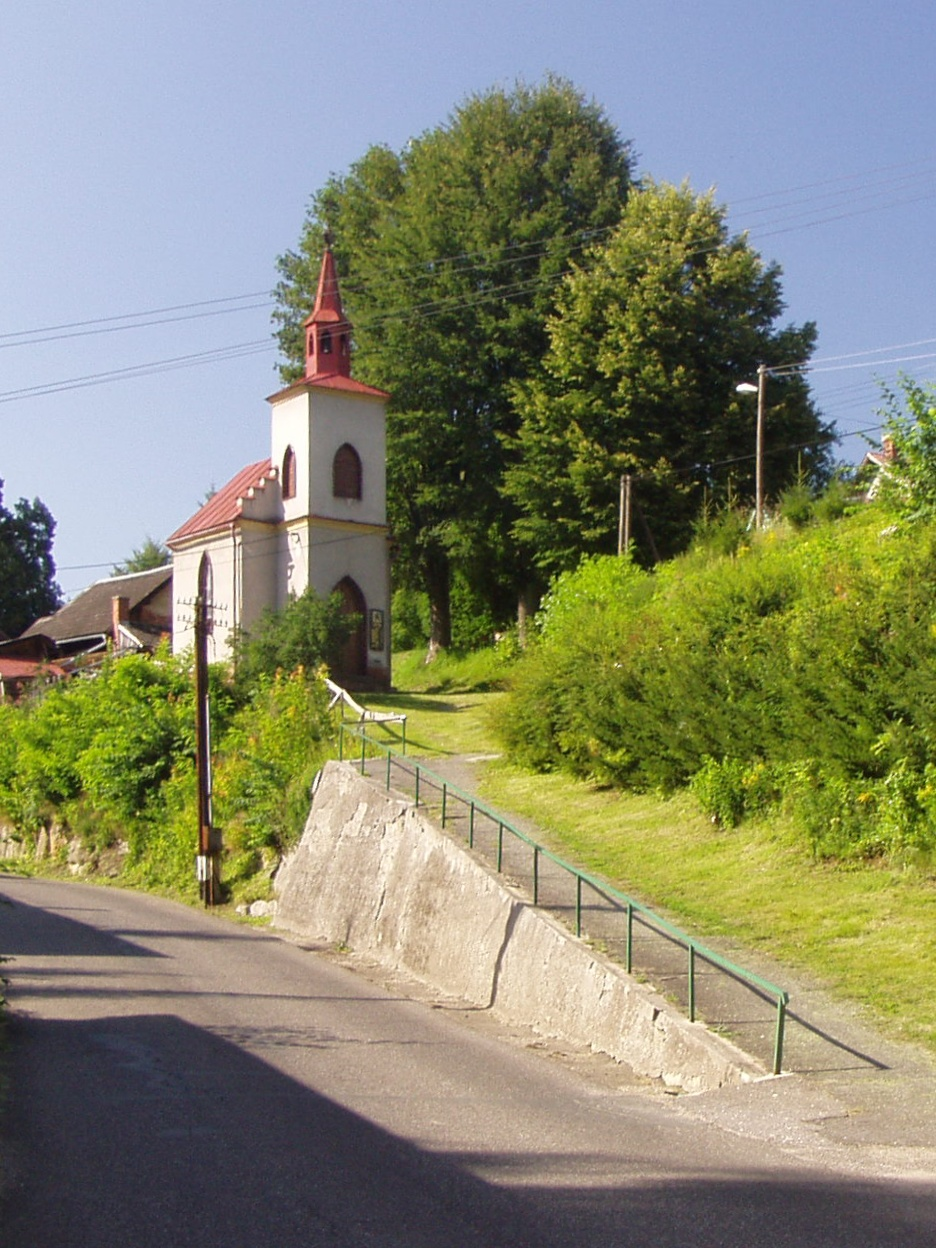
Kobyly : chapelle.

## Transports
Par la route, Kobyly se trouve à 9 km de Český Dub, à 27 km de Liberec et à 90 km de Prague.